# William Feller
William Feller, född 1906, död 1970, var en kroatiensfödd amerikansk matematiker. Han var professor vid Princeton University. Feller var författare till An Introduction to Probability Theory and its Applications. Han var medlem av The National Academy of Sciences.

## Priser och utmärkelser
- 1969 National Medal of Science